# Silver Lining (Crazy 'Bout You)
«Silver Lining (Crazy 'Bout You)» es una canción grabada por la cantante y compositora inglesa Jessie J. Escrita por Diane Warren es el tema principal de la película Silver Linings Playbook. La canción con la melodía de piano suave fue lanzado en iTunes el 16 de noviembre de 2012.

## Video musical
El video musical fue dirigido por Andrew Logan y se estrenó el 20 de noviembre de 2012. En el video musical que lo acompaña, Jessie J comienza posando en una silla con un leotardo color piel con imágenes y letras que la atraviesan. Imágenes y escenas de la película e imágenes de Jessie con una blusa blanca se reproducen mientras canta. Finalmente, para la última parte del video, canta con un fondo blanco y un vestido corto 

## Lista de canciones
Descarga digital
1. «Silver Lining (Crazy 'Bout You)» – 3:53

## Posicionamiento en listas
| Listas (2012–2013)                          | Mejor posición |
| ------------------------------------------- | -------------- |
| Bélgica (Flandes) (Ultratip Bubbling Under) | 7              |
| Alemania (Offizielle Deutsche Charts)       | 66             |
| Reino Unido (UK Singles Chart)              | 100            |